# Israel Vibration
Israel Vibration é uma banda de reggae jamaicana formada na Década de 1970.

## História
Os integrantes da atual dupla, Cecil Spence (Skelly) e Lascelle Bulgin (Wiss) são naturais da Jamaica, e vítimas de poliomielite. Eles se conheceram, quando crianças, no "Centro de Reabilitação Mona", onde foram internados por suas famílias. Aprenderam cedo como sobreviver no mundo, e embora a poliomielite seja uma doença séria, eles nunca deixaram que isso viesse a atrapalhar a criatividade, o desempenho e a força de vontade. Acharam força na fé rastafari e começaram a compor e cantar canções que expressassem suas convicções espirituais.
Com aproximadamente 40 anos de carreira e inúmeras canções na lista dos melhores clássicos do reggae de todos os tempos. Há algum tempo, houve uma mudança na formação original do Israel. Antes composto por um trio - Skelly, Wiss e Apple - perdeu um de seus integrantes, Albert Craig, que partiu para a carreira solo.
Tanta espiritualidade acabou causando o afastamento do Centro de Reabilitação Mona. Eles encontraram o que precisavam na música, que fez com que ganhassem o apoio da comunidade local, proporcionando encorajamento para seguir em frente com a carreira. A primeira gravação foi em 1978, que rendeu o álbum Same Song pela EMI. A partir daí, surgiu uma atenção internacional por eles. Depois de um tempo, a carreira fonográfica do Israel parecia estar indo por água abaixo, pois assim como muitos artistas jamaicanos, foram induzidos a uma indústria local infestada naquele momento, por prática de contabilidade questionável, pirataria musical, e falta de apoio de excursão. Em 1983, eles se separaram e seus membros foram para os Estados Unidos em busca de um cuidado médico adequado e também de projetos individuais.
Em 1988, conheceram Dr. Dread, presidente e fundador da gravadora Ras, à procura de gravações solo. Dr. Dread, que admirava o talento do Israel Vibration e ouvia atentamente as palavras de Marcus Garvey, lhes falou sobre a "unidade é força", aconselhando que se unissem novamente. Eles aceitaram, e o resto da história faz parte de uma relação que originou os álbuns Strength of My Life, e continuou com Praises, Forever, Vibes Alive, IV, On The Rock, Free to Move, e mais alguns álbuns dub. 
On The Rock gerou muitos elogios, além do single e do vídeo Rudeboy Shufflin que, juntamente com o vídeo Feelling Irie, foi apresentado em programas de televisão nos EUA e em outros países. On The Rock, seguido de Free to Move foram passos importantes na carreira do Israel Vibration. O lançamento de Pay the Piper e o vídeo Hard Road, em 1999, mostra alguns dos  materiais compostos pela dupla Skelly e Wiss.
ttt

## Atualmente
O Israel Vibration procura unir reggae de raiz tradicional com um som elaborado e mensagens profundamente espirituais.
Seu mais recente trabalho, o álbum Jericho, lançado em maio de 2000 é um dos trabalhos mais fortes do grupo, e tem participação de alguns dos melhores músicos jamaicanos. 

## Discografia
- The Same Song (1978)
- Unconquered People (1980)
- Why You So Craven (1981)
- Strength of My Life (1988)
- Praises (1990)
- Dub Vibration: Israel Vibration in Dub (1990)
- Forever (1991)
- Vibes Alive (1992)
- IV (1993)
- I.V.D.U.B. (1994)
- On the Rock (1995)
- Dub the Rock (1995)
- Israel Dub (1996)
- Free to Move (1996)
- Live Again! (1997)
- Pay the Piper (1999)
- Jericho (2000)
- Dub Combo (2001)
- Fighting Soldiers (2003)
- Live & Jammin (2003)
- Stamina (2007)
- Reggae Knights (2010)
- Play It's Real (2015)